# Everyday Robots
Everyday Robots je první sólové studiové album britského hudebníka Damona Albarna, vydané v dubnu 2014. O jeho produkci se staral Albarn spolu s majitelem vydavatelství XL Recordings Richardem Russellem, který je rovněž spoluautorem všech skladeb na albu. Mezi hosty, které se na albu podíleli patří například hudebník a producent Brian Eno či zpěvačka Bat for Lashes.

## Seznam skladeb
Autory všech skladeb jsou Damon Albarn a Richard Russell.
| Pořadí | Název                                                                     | Délka |
| ------ | ------------------------------------------------------------------------- | ----- |
| 1.     | Everyday Robots                                                           | 3:57  |
| 2.     | Hostiles                                                                  | 4:09  |
| 3.     | Lonely Press Play                                                         | 3:42  |
| 4.     | Mr. Tembo (feat. The Leytonstone City Mission Choir)                      | 3:43  |
| 5.     | Parakeet                                                                  | 0:43  |
| 6.     | The Selfish Giant (feat. Natasha Khan)                                    | 4:47  |
| 7.     | You and Me (feat. Brian Eno)                                              | 7:05  |
| 8.     | Hollow Ponds                                                              | 4:59  |
| 9.     | Seven High                                                                | 1:00  |
| 10.    | Photographs (You are Taking Now)                                          | 4:43  |
| 11.    | The History of a Cheating Heart                                           | 4:00  |
| 12.    | Heavy Seas of Love (feat. Brian Eno & The Leytonstone City Mission Choir) | 3:44  |

| Bonusy na iTunes verzi | Bonusy na iTunes verzi  | Bonusy na iTunes verzi |
| Pořadí                 | Název                   | Délka                  |
| ---------------------- | ----------------------- | ---------------------- |
| 13.                    | Father's Daughter's Son | 3:39                   |
| 14.                    | Empty Club              | 3:16                   |

## Obsazení
- Damon Albarn – zpěv, klavír, kytara, syntezátory, omnichord, bicí automat, baskytara, doprovodné vokály
- Richard Buckley – samplovaný hlas
- Veona Byfield-Bowen – doprovodné vokály
- Dan Carpenter – trubka
- Kris Chen – mluvené slovo
- The Demon Strings – smyčce
- Isabelle Dunn – smyčce
- Margurita Edwards – doprovodné vokály
- Brian Eno – syntezátory, zpěv, doprovodné vokály
- Conroy Griffiths – doprovodné vokály
- Nicholas Hougham – francouzský roh
- Natasha Khan – zpěv, doprovodné vokály
- Ollie Langford – housle
- Timothy Leary – samplovaný hlas
- The Leytonstone City Mission Choir – doprovodné vokály
- Robert Morley – samplovaný hlas
- Celia Murphy – doprovodné vokály
- Jerome O'Connell – steel pans
- Mary Oldacre – doprovodné vokály
- Richard Russell – bicí automat
- Kotono Sato – smyčce
- Mike Smith – klávesy
- Simon Tong – kytara
- Antonia Pagulatos – smyčce
- Pauli the PSM – bicí
- Alice Pratley – smyčce
- Patsy Walsh – doprovodné vokály
- Jeff Wootton – kytara, baskytara